# Cho Sung-hwan
Cho Sung-Hwan (Haman, 9 april 1982) is een Zuid-Koreaans voetballer.

## Carrière
Cho Sung-Hwan speelde tussen 2001 en 2010 voor Suwon Samsung Bluewings, Pohang Steelers en Consadole Sapporo. Hij tekende in 2010 bij Jeonbuk Hyundai Motors.

## Zuid-Koreaans voetbalelftal
Cho Sung-Hwan debuteerde in 2003 in het Zuid-Koreaans nationaal elftal en speelde 4 interlands.